# Konstytucja II Republiki

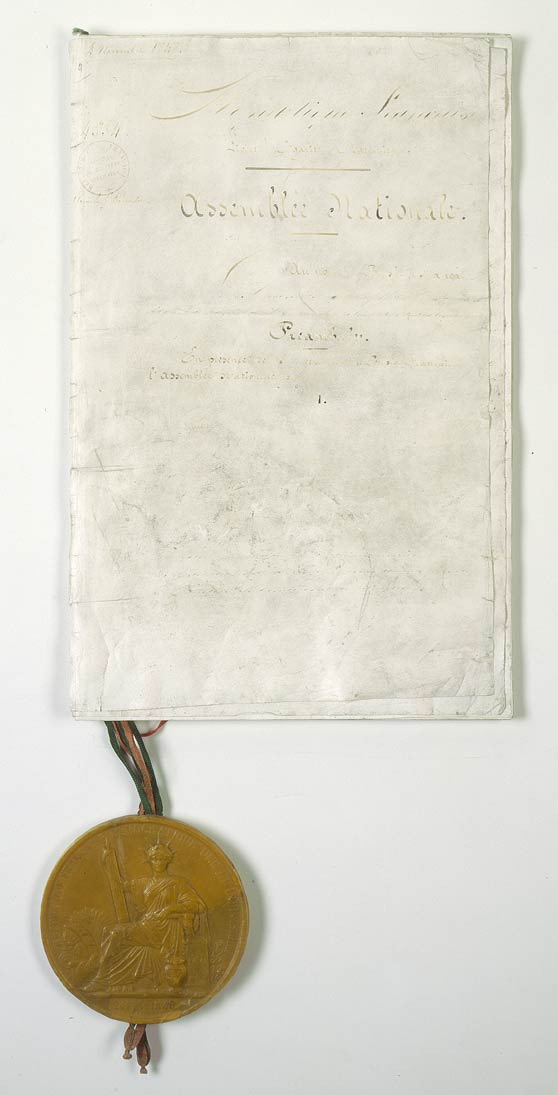
Konstytucja II Republiki

Konstytucja II Republiki – ustawa zasadnicza ogłoszona 21 listopada 1848 we Francji.

## Władza ustawodawcza
Władzę ustawodawczą powierzono jednej izbie wybieranej bezpośrednio w głosowaniu powszechnym.
Zgromadzenie Prawodawcze - 750 deputowanych, kadencja 3-letnia. Prawo inicjatywy ustawodawczej, prawo uchwalania ustaw.

## Władza wykonawcza
Na jej czele stał prezydent wybierany w głosowaniu powszechnym.
Prezydent wybierany na 4 lata w wyborach bezpośrednich. Nie miał prawa rozwiązania Zgromadzenia Prawodawczego. Przysługiwała mu inicjatywa ustawodawcza za pośrednictwem ministrów, dysponowanie siłami zbrojnymi, ogłaszanie ustaw.

## Rada Ministrów
Ministrowie mianowani i odwoływani przez prezydenta. Posiadali inicjatywę ustawodawczą.

## Rada Stanu
Kadencja 6-letnia ze zmianą składu co 3 lata. Zadania: przygotowywanie projektów ustaw wnoszonych przez Radę Ministrów, kontrola administracji państwowej. 

## Władza sądownicza
Trybunał Najwyższy miał prawo sądu nad prezydentem i ministrami w przypadku zdrady państwa.